# Andreas Krämer (Orgelbauer)
Andreas Krämer (auch Kremmer oder Kremer) (* 27. Mai 1730 in Handschuhsheim; † 30. März 1799 in Heidelberg) war ein deutscher Orgelbauer und kurpfälzischer Hoforgelmacher in Mannheim.

## Leben
Andreas Krämer wurde 1730 im zu dieser Zeit noch eigenständigen Handschuhsheim bei Heidelberg geboren. Er war als Orgelbauer mit Sitz in Mannheim und Heidelberg überwiegend in seiner Heimatregion, dem Rhein-Neckar-Raum tätig. Das Orgelbauhandwerk erlernte er bei dem kurpfälzischen Hoforgelmacher Johann Friedrich Ernst Müller. Später war Krämer von 1752 bis 1755 Geselle bei Johann Georg Rohrer in Straßburg. Ab dem 5. März 1757 war er der letzte kurpfälzische Hoforgelmacher in Mannheim. Er heiratete dort im selben Jahr die Mannheimerin Maria Jaiter. Ab 1790 war er in Heidelberg ansässig. Seine Werkstatt wurde von seinem Schwiegersohn Anton Overmann I. weitergeführt, der vor seiner Flucht nach Paderborn bereits ab etwa 1740 für Krämer tätig war und nach seiner Rückkehr ab 1795 wieder in der Werkstatt mitarbeitete. Overmann hatte dessen Tochter Johanna Josefa Franziska 1782 geheiratet.

## Orgelstil
Krämer prägte unter dem Einfluss des elsässischen Orgelbauers Johann Andreas Silbermann seinen eigenen kurpfälzischen Orgelstil. Dieser zeigt eine von der Mannheimer Schule beeinflusste Klangstilistik, in der sich bereits das terrassendynamische Konzept und die Zunahme von 8′-Grundstimmen als Orgelbau-Entwicklungen des 19. Jahrhunderts abzeichneten. Darüber hinaus adaptierte er den nach dem Dreißigjährigen Krieg vor Ort gepflegten mainfränkischen Orgelstil und verband ihn mit schlesisch-sächsisch-thüringischen Prämissen. Diese Synthese wurde durch seinen Nachfolger Anton Overmann I. und dessen Familie im Laufe der Jahrzehnte weiter verfeinert. Für die Prospekte Krämers sind die leicht seitwärts gedrehten Außentürme charakteristisch.

## Werkliste (unvollständig)
| Jahr      | Ort                     | Gebäude                            | Bild | Manuale | Register | Bemerkungen |
| --------- | ----------------------- | ---------------------------------- | ---- | ------- | -------- | --- |
| 1772      | Mannheim                | St. Sebastian                      |      |         |          | [ 1 ] |
| 1773      | Mannheim                | Garnisonskirche                    |      | II/P    | 22       | 1806 durch Krämers Nachfolger Anton Overmann in den Vorgängerbau der heutigen Evangelischen Kirche in Meckesheim umgesetzt; 1849 von Louis Voit vollständig ersetzt    |
| 1777      | Ludwigshafen-Oggersheim | Wallfahrtskirche Mariä Himmelfahrt |      | I/P     | 13       | Hauptwerkgehäuse erhalten |
| 1778      | Impflingen              | Protestantische Kirche             |      | I/P     | 14       | Historische Substanz weitgehend erhalten |
| 1780      | Ludwigshafen-Maudach    | St. Michael                        |      |         |          | Gehäuse erhalten; originale Disposition nicht überliefert |
| 1782      | Seckenheim              |                                    |      | II/P    | 18       | [ 1 ] |
| 1785      | Mannheim                | kurf. Gymnasium                    |      | I/P     | 6        | [ 1 ] |
| 1790      | Ladenburg               | St. Gallus                         |      | II/P    | 18       | Historische Substanz weitgehend erhalten 1865 durch Carl Göller in die Sebastianskapelle verbracht 2018 auf die Seitenempore der Heidelberger Christuskirche umgesetzt |
| 1791      | Bretzenheim             |                                    |      |         |          | [ 1 ] |
| 1793      | Edingen                 | Evangelische Kirche                |      | I/P     | 11       | [ 1 ] |
| 1794      | Feudenheim              |                                    |      |         |          | [ 1 ] |
| Unbekannt | Mannheim                | Schlosskirche                      |      | I/P     | 9        | [ 1 ] |
| Unbekannt | Schwetzingen            | Evangelische Kirche                |      | I/P     | 12       | [ 1 ] |